# Associated Board of the Royal Schools of Music
Das Associated Board of the Royal Schools of Music (ABRSM) mit Sitz in London ist das weltweit führende Institut für Musikerprüfungen und -beurteilungen. Es hat Niederlassungen und Partner in 93 Ländern und prüft jährlich über 600.000 Musiker in acht Leistungsstufen. Das ABRSM unterhält außerdem einen Buchverlag, welcher Lehrpläne, Partituren und Prüfungsmaterialien konzipiert und verkauft sowie professionelle Fortbildungskurse und Seminare für Musiklehrer anbietet. Das ABRSM zählt zu den 200 größten gemeinnützigen Organisationen im Vereinigten Königreich (Top-500-Rangliste sortiert nach jährlichem Geldaufwand). 2013 verzeichnete die Organisation Einnahmen von 42,9 Millionen Pfund, wovon mit 39,7 Millionen Pfund der größte Teil in Kostendeckung und Subventionierung der angebotenen Materialien und Kurse floss. 2016 investierte die Organisation 44,5 Mio. von den eingenommenen 49,2 Mio. Pfund in ihre gemeinnützigen Projekte.
Der Titel bezieht sich auf folgende vier Hochschulen unter königlicher Trägerschaft:
- The Royal Academy of Music (RAM)
- The Royal College of Music (RCM)
- The Royal Conservatoire of Scotland (RCS, ehemals Royal Scottish Academy of Music and Drama, RSAMD)
- The Royal Northern College of Music (RNCM)

## Geschichte
Das Board wurde 1889 von den beiden Direktoren Sir George Grove (Royal College of Music) und Sir Alexander MacKenzie (Royal Academy of Music) gegründet und hieß zuerst nur „Associated Board“. Der Zweck war, eine von finanziellen Interessen unabhängige und dadurch weniger subjektive Prüfinstitution zu schaffen, um den Qualitätsstandard von Musikern zu verbessern und dann auf einem hohen Niveau zu halten.
Bei den ersten Prüfungen wurden noch, in 46 Zentren in Großbritannien, 1141 Kandidaten nach nur zwei Leistungsklassen „Junior“ und „Senior“, geprüft. Danach wurden sukzessiv die Prüfkategorien den Erfahrungen und Bedürfnissen der nach Alter und Können unterschiedlichen Kandidaten angepasst, bis schließlich 1933 das bis heute gültige „Leistungsklassensystem“ und der jetzige Name eingeführt wurden.

## Ausbildungssystem
Das ABRSM bietet für alle gängigen Instrumente, sowie alle relevanten theoretischen und praktischen Musikbereiche, standardisierte Prüfungen an. Fächer sind:
- Klavier
- Musiktheorie
- Streichinstrumente (Geige, Bratsche, Cello, Bass)
- Holzblasinstrumente (Blockflöte, Querflöte, Oboe, Klarinette, Fagott, Saxophon)
- Blechblasinstrumente (Trompete, Horn, Flügelhorn, Posaune, Euphonium, Tuba)
- sonstige Instrumente (Gesang, Gitarre, Harfe, Orgel, Schlaginstrumente, Cembalo)
- praktiziertes musikalisches Können
- Jazz
- Gruppenbewertungen (Ensembles, Chor)
- Fortgeschrittene Diplome (Performance, Dirigieren, Gesangslehre, Instrumentenlehre)

Für jedes dieser Fächer sind acht Stufen (Grades 1–8) definiert, in denen detailliert beschrieben ist, welche Fähigkeiten ein Musiker in dem entsprechenden Bereich auf der jeweiligen Stufe haben sollte. Parallel stellt das ABRSM begleitend entsprechende Ausbildungsmaterialien zur Verfügung, die von Lehrern und Schülern genutzt werden können.
Die in den Stufen definierten Fähigkeiten werden turnusmäßig in entsprechende Prüfungen "übersetzt" und können durch die Prüflinge weltweit an den durch den ABRSM zertifizierten Stellen (Niederlassungen/Partner) absolviert werden.